# Humboldt Box

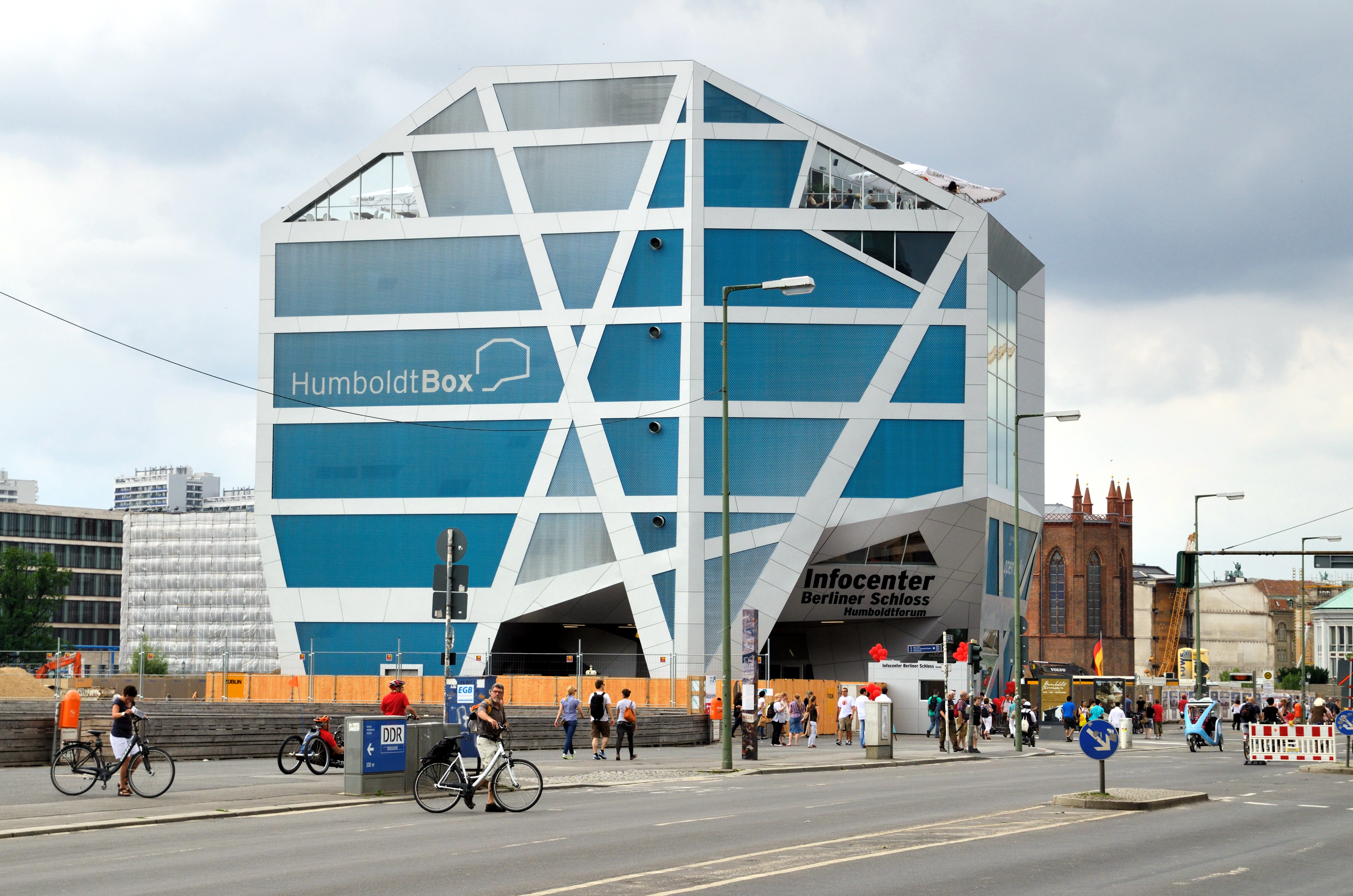
Humboldt Box en Berlín.

El Humboldt Box, inaugurado el 30 de junio de 2011 y cerrado el 16 de diciembre de 2018, es un edificio moderno en Berlín, Alemania, que supone una atracción más en la Isla de los Museos; fue construido con el fin de informar al público asistente sobre los avances de la construcción y el uso futuro del proyecto cultural más grande del país, el Humboldt Forum (Schloss-Humboldtforum). Los iniciadores del proyecto «Förderverein Berliner Schloss» también esperan recaudar fondos para la reconstrucción del Palacio Real de Berlín (Stadtschloss), seriamente dañado en la Segunda Guerra Mundial y demolido en 1950 por el régimen socialista de la RDA.

## Atractivo turístico
En esta construcción futurista se puede apreciar la mezcla fascinante de historia, cultura, gastronomía y eventos en un lugar histórico. Sobre un área de 3000 m² distribuidos en cinco pisos se exhibe una gran diversidad cultural en diferentes salas y espacios. Desde las dos terrazas del Restaurante-Café (Humboldt-Terrassen), a una altura de 28 metros, se tiene una vista panorámica de algunos monumentos significativos de la ciudad como el Lustgarten, el Museo Antiguo, la Catedral de Berlín, la Schlossplatz e incluso una vista a las excavaciones arqueológicas de las destruidas residencias ubicadas en la antigua avenida Schloßstraße 1, 2 y 3. 
El propósito principal del Humboldt-Box es convertirse en punto de encuentro, de propaganda innovadora del futuro Humboldt Forum y de atracción turística. El Humboldt-Box será desmontado cuando se termine la construcción del Humboldt Forum, todavía no se ha mencionado la fecha exacta para eso, sin embargo los organizadores, quienes esperan la visita de 300 000 personas al año, afirman el año 2019 como muy posible.
Las exposiciones y eventos en el Humboldt-Box son coordinadas por la asociación Förderverein Berliner Schloss y los futuros administradores del Humboldt Forum como los Museos Nacionales de Berlín, la Fundación Patrimonio Cultural Prusiano, la Universidad Humboldt y la Biblioteca Estatal de Berlín. Dos pisos el edificio servirán como sala de eventos.
Doce mil personas visitaron el centro informativo en los primeros seis días. Atracción principal es la gran maqueta de Berlín antes de los bombardeos de la Segunda Guerra Mundial donde todavía se puede apreciar el palacio real.
El Parlamento Alemán decretó el aumento del presupuesto para la construcción a un máximo de 590 millones de euros. En esta suma no están incluidos los costos para la construcción de la cúpula barroca. La asociación responsable del proyecto (Förderverein Berliner Schloss) cuenta optimista con el apoyo de donaciones privadas para conseguir el dinero requerido.

## Arquitectura
La estructura temporal del Humboldt-Box fue diseñada en la oficina de arquitectos Torsten Krüger, Schuberth Christiane y Vandreike Bertram por encargo de la empresa publicitaria Megaposter GmbH, ganadora de la licitación pública para el diseño, construcción, financiación y operación del box.